# 이런 여자 없나요
이런 여자 없나요는 1981년 공개된 대한민국의 영화이다.

## 배역
- 서세원 : 서승철 역
- 이미숙 : 윤수진 역
- 이계인
- 전운